# Білолізник сірий
Білолізник сірий,  білолі́зник степови́й, білоло́зник степови́й, білолозник сірий (Krascheninnikovia ceratoides) — вид квіткових рослин родини щирицевих (Amaranthaceae).

## Біоморфологічна характеристика
Це напівкущ 40–100 см заввишки, запушений зірчастими волосками. Листки чергові, лінійно-довгасті, на коротких ніжках. Квітки одностатеві, однодомні, зібрані на кінцях гілочок у короткі колосоподібні щільні суцвіття. Плоди зворотно-яйцеподібні, 2–3 мм завдовжки, волосисті.

## Поширення
Росте у Північній Африці та Євразії від Іспанії до східного Китаю.
В Україні вид росте у пустельних кам'янистих та щебенистих степах, на крейдах — на Закарпатті, рідко (Ужгородський р-н, с. В. Добронь); у Донецькому Лісостепу та Степу, розсіяно